# صبغي 18 (إنسان)
الصبغي البشري الثامن عشر (بالإنجليزية: Chromosome 18)‏ وهو أحد 23 زوجًا صبغيًا بشريًا، والشخص الطبيعي يملك زوجاً من هذا الصبغي ورث أحدهما عن أبيه والآخر من أمه . يحوي الصبغي 18 حوالي 78 مليون زوجاً من نوكليوتيدات الدنا . ويمثل الصبغي 18 حوالي 2.7% من الدنا الخلوي , ويتم الآن محاولة التعرف على المورثات على هذا الصبغي وتقدر بحوالي 300 إلى 500 مورثة من اصل 20 إلى 25 ألف مورثة يقدر وجودها في الإنسان.

## الأمراض
وجود صبغي زائد من نوع 18 يسبب متلازمة إدوارد ونسبة حدوث هذه الحالة هي اصابة واحدة لكل 6،000 مولود حي، ونحو 80 في المئة من المصابين هم من الإناث. وهنالك تشوهات أخرى تحدث على هذا الصبغي.